# Buddhizmus Portugáliában
A buddhizmus Portugáliában kisebbségi vallásnak számít. Portugáliában feléledőben van a történelmi Buddha által elindított buddhizmus, ahogy a 2000-es évek óta egyre több buddhista központ nyílt országszerte (Lisszabon, Porto és Algarve városokban, valamint vidéken egyaránt). Az országban működnek théraváda, mahájána és vadzsrajána központok, elvonulási helyek és 2017. szeptembere óta egy impozáns sztúpa is.

## Théraváda
A Sumedharama a théraváda hagyomány buddhista kolostora, amely Portugáliában, Ericeira közelében található. A 2018-ban alapított kolostort Ácsán Szumédhó ihlette. 1975-ben Ácsán Szumédó tanára, Ácsán Cshá (1918-1992) utasításait követve megalapította az első kolostort nem thai emberek számára. 1975 óta számos nem thaiföldi kolostort hoztak létre Európában, Ausztráliában, Észak- és Dél-Amerikában, valamint Thaiföldön, és mindegyik a Wat Nong Pah Pong gyakorlatát és szellemiségét követi és a hozzá kapcsolódó thai kolostorok, mint például Ajahn Chah idejében.
A kolostor célja, hogy a thai erdei hagyomány szerzeteseinek egyszerű és békés gyakorlatot biztosítson, mivel közös a törekvésük, hogy megvalósítsák a nirvánát, a szenvedéstől való megszabadulást.
A Sumedharama nyitva áll a vendégek és a látogatók előtt, olyan környezet biztosít az egyének, a családok és a lakosok számára egyaránt, amelyben kapcsolatba kerüljenek Buddha tanításainak alapelveivel, és fejleszthessék magukat azáltal, hogy ezeket a tulajdonságokat saját életükben ápolják.

## Tibeti buddhizmus
Portugáliában a Kandzsúr Rinpoche Alapítvány a tibeti kultúra megőrzéséért 2003 júniusában jött létre, és 2005 márciusában a portugál állam is elismerte. A Dharma portugáliai terjesztése érdekében az Alapítvány számos konferenciát és tanítást szervez neves buddhista mesterekkel, valamint lelkigyakorlatokat és rendszeres tanulmányi és meditációs tevékenységeket. Az alapítvány 2013 óta rendelkezik a Közhasznúsági Alapszabállyal. Jigme Khyentse Rinpoche, Pema Wangyal rinpocséval és Rangdrol rinpocséval együtt jelenleg az alapítvány összes tevékenységét irányítja, különösen az elvonulásokat és eseményeket.

## Külső hivatkozások
- https://www.bacalhoa.pt/pt/bacalhoa-buddha-eden Archiválva 2023. március 7-i dátummal a Wayback Machine-ben Buddha Eden kert Európa legnagyobb területű keleti tematikájú kertje.